# Agata Hutyra
Agata Hutyra, właśc. Agata Ochota-Hutyra (ur. 1967) – polska aktorka filmowa i teatralna, wykonawczyni piosenki aktorskiej.
Jest absolwentką Wydziału Aktorskiego we Wrocławiu Państwowej Wyższej Szkoły Teatralnej im. Ludwika Solskiego w Krakowie. Od 1990 związana z Teatrem im. Adama Mickiewicza w Częstochowie.
Jest laureatką "Złotej Maski" (1995) nagrody aktorskiej przyznawanej przez dziennikarzy ówczesnych województw bielskiego, częstochowskiego i katowickiego. W 2007 roku otrzymała Nagrodę Prezydenta Miasta Częstochowy za całokształt działalności artystycznej w kategorii teatr.
Razem z Piotrem Machalicą wystąpiła w filmie Spacer po Częstochowie.

## Ważniejsze role teatralne
- Aniela – Śluby panieńskie, Aleksander Fredro, reż. Ryszard Krzyszycha (1993)
- Rachel – Wesele, Stanisław Wyspiański, reż. Ryszard Krzyszycha (1993)
- Piękna – Bestia i Piękna, Stanisław Grochowiak, reż. Jarosław Kilian (1995)
- Mary – Łysa śpiewaczka, Eugène Ionesco, reż. Henryk Talar (1995)
- Alina – Balladyna, Juliusz Słowacki, reż. Adam Hanuszkiewicz (1995)
- Barbara Smith – Mayday, Ray Cooney, reż. Wojciech Pokora (1998)
- Zuzia – Damy i huzary, Aleksander Fredro, reż. Marek Perepeczko (1998)
- Iwona – Iwona, księżniczka Burgunda, Witold Gombrowicz, reż. Katarzyna Deszcz (2004)
- Pod niebem Paryża – piosenki francuskie, reż. Dorota Furman (2005)
- Belial – Igraszki z diabłem, Jan Drda, reż. Gabriel Gietzky (2007)
- Mieczysława Biegańska – Doktor Biegański, scen. i reż. Marian Florek (2007)
- Kram z piosenkami, Leon Schiller, reż. Laco Adamik (2007)
- Masza – Trzy siostry, Antoni Czechow, reż. Julia Wernio (2008)
- Tamara – Wilki, Agnieszka Osiecka, reż. André Hübner-Ochodlo (2009), premiera w Teatrze Atelier w Sopocie[7]
- Dorymena – Mieszczanin szlachcicem, Molier, reż. Waldemar Śmigasiewicz (2010)
- Valentino – Wieczór Trzech Króli, William Shakespeare, reż. Gennady Trostyanetskiy (2011)
- Polina Szestakowa – Do dna, Ludmiła Pietruszewska, reż. André Hübner-Ochodlo (2011)
- Aniela Dulska – Moralność pani Dulskiej, Gabriela Zapolska, reż. Ewelina Pietrowiak (2014)

## Filmografia

### Filmy
- 2010: 15 fotografii jako Małgorzata Szczygieł, żona Rudka
- 2010: Cisza z cyklu Prawdziwe historie jako żona Rafała

### Seriale telewizyjne
- 2004-2012: Pierwsza miłość
- 2005: Fala zbrodni
- 2009-2010: Tancerze
- 2019-20: Na Wspólnej
- 2024: Niepewność

## Nagrody
- 1995: "Złota Maska" – nagroda aktorska przyznawana przez dziennikarzy województw bielskiego, częstochowskiego i katowickiego
- 2007: Nagroda Prezydenta Miasta Częstochowy